# フェルミのパラドックス
フェルミのパラドックス（英: Fermi paradox）は、物理学者エンリコ・フェルミが最初に指摘した、地球外文明の存在の可能性の高さと、そのような文明との接触の証拠が皆無である事実の間にある矛盾のことである。

## 概要
フェルミは、当時考えられていた宇宙年齢の長さと宇宙にある膨大な恒星の数から、地球のような惑星が恒星系の中で典型的に形成されるならば、宇宙人は宇宙に広く存在しており、そのうちの数種は地球に到達しているべきだと考察した。1950年に昼食をとりながらの同僚と議論の中では「みんなどこにいるんだろうね？」という問いを発したとされる。
このような問題について考えたのはフェルミが最初ではなかったが、彼はこの問題を「宇宙人の存在の可能性」だけに単純化したという特徴がある。宇宙人と人類の接触の可能性については、時代的には後のことになるがドレイクの方程式といった考え方も提案されている。1975年にはマイケル・H・ハートによってこの問題についての研究が始められ、いつしかフェルミ-ハートのパラドックスと呼ばれるようになった。

## 各種の考察
宇宙人は存在しているが、存在の証拠を人類の知識では理解できないのだという主張から、宇宙人の存在を前提にフェルミのパラドックスの解決が試みられたり、知性を持った宇宙人は存在しないか極まれにしか存在しないので、人類はそれらと接触することができないという観点から議論されることが多い。主として超常現象を基にした憶測に基く様々な解釈・意見が挙げられている。

### 宇宙人は存在し、すでに地球に接触しているが一般認知されていないとする説
- 到達した宇宙人は発見されても全て、各国政府により公表が差し控えられており、調査を試みる者には妨害が加えられる（メン・イン・ブラック）。
- 到達した宇宙人は全て、潜伏、又は地球の生命に擬態して正体を隠している。
- 到達した宇宙人は全て、ケイ素生物・意識生命体など、地球人が「宇宙人」として認識できない形態の生命である。
- 別次元（五次元等）に存在するため、地球人が認識出来ない。
- 恒星間探査機（英語版）やブレイスウェル・プローブ（英語版）などによる通信が到達しているが、地球人側の技術の低さのためにそれを認識できていない。例えば、Wow! シグナルは当時電波望遠鏡のアンテナが電波の発信方向を向いていなければ検出できなかった。小惑星J002E3はサターンVロケットの3段目（S-IVB）である事が分かっているが、それは軌道の計算によって判明したのであり、直接観測は出来ていない。

### 宇宙人は存在し、過去のみに地球に接触していたとする説
- 既に来訪しており、遺跡などにその痕跡が残されている。詳細は古代宇宙飛行士説を参照。
- 既に来訪しており、我々人類（もしくは地球上の他の生物）はその子孫である。
- 既に来訪しており、ハンガリー人を名乗っている（当時のフェルミの周囲で語られたジョーク。「火星人」と言われた天才ジョン・フォン・ノイマンらハンガリー勢を指している。アインシュタイン他の19世紀後半のヨーロッパ生まれの天才たちを、潜伏した宇宙人とするバージョンもある）。
- 既に来訪しており、それは我々が広く知る特定の著名人である（Wikipedia:削除された悪ふざけとナンセンス/エイプリルフールにおける宇宙人に関するジョークの歴史）。

### 宇宙人は存在するが、何らかの意図的な目的もしくは制限のため、地球に接触しようとしない説
- 多くの宇宙人は穏健で引っ込み思案な知的生命であるため、宇宙に進出しない。たとえ宇宙へ進出する気概と技術を持った文明であったとしても、宇宙開発の過程でケスラー・シンドロームのような事態が発生すれば、「進出したくても物理的に進出できない」状況に追い込まれる可能性がある。
- 知的生命体は、高度に発達すると異星人の文明との接触を好まなくなる。特に精神転送の技術が発達し、シミュレーテッド・リアリティの中で生きることを選択する水準に到達した文明人は、基本的に自分たちが作り出した「理想的な仮想世界」の外部の出来事に関心を持たなくなる為。
- 異星人と接触した結果地球上に起きる混乱を避けるなどの目的で敢えて目立った接触を行わない。これは「動物園仮説」又は「保護区仮説」と呼ばれる。創作小説等の言葉を借りれば、「未開惑星保護条約（宇宙に大規模に進出し得ない文明レベルの惑星には介入しない）」のような星系間の条約が存在する可能性が指摘されている。関連した仮説として、地球人側がどんなに宇宙観測や宇宙人検出の為の技術開発を行っていても、宇宙人側は地球に対してプラネタリウムのように「偽りの宇宙」を見せる為に決して接触することはないというプラネタリウム仮説（英語版）も提唱されている。
- 異星人と接触を試みる、もしくは宇宙に向けて自身の存在を発信することは文明の破滅に繋がるためしない。これは黒暗森林理論と呼ばれる。ひとつの文明がもうひとつの文明が存在することを探知したが、相手側はこちらの存在を知らないとき、
  - 宇宙中の文明と文明は、文化的な違いと非常に遠い距離に隔てられているために、（相手側が善意の文明だろうが悪意の文明だろうが）お互いに理解することも信頼することもできない（猜疑連鎖）
  - どんな文明も突然技術が飛躍的に向上する可能性があるので、うかつにコミュニケーションをとれば（現段階で自分より技術が劣っていたとしても）こちらを探しあてられる可能性がある。また放っておいても探しあてられる可能性がある
  - これらの定理により、一つの文明が他の文明の存在を知った後ではコミュニケーションも沈黙も役に立たない。そのためもし宇宙の中に他の文明を見つけたら、生存のための最善策はすぐに相手を消滅させることになる。またこのことにより自分の存在や相手からみた方角、宇宙での座標などの情報を曝すことはできない。よって今までに地球外生命体を発見できていないのは宇宙に存在する文明たちが攻撃の目標にならないように自分の存在を消しているからである。2008年に発売された劉慈欣著三体II 黒暗森林に登場する理論。

### 宇宙人は存在するが、何らかの原因により地球を認知しておらず、接触しようとしない説
- 観測されている既知の恒星の数からの推計では、太陽系外惑星のうち恒星のハビタブルゾーン内に存在する地球型惑星は、銀河系だけでも数百億個程度存在しているとされるが、太陽系外惑星の発見方法は恒星と比較してかなり限定されており、地球文明が実際に発見できた系外惑星は2019年時点では4000個程度に過ぎず、そのうち実際に地球側からアレシボ・メッセージの様な電波発信が行われた系外惑星は僅か数十個程度である。
- 宇宙人による全天探索計画が実際になされているとしても、はるか遠方で行っているため光速の壁に突き当たってまだ地球には達していない（137億光年以内に、そのような試みをする知的生命体はいない）。地球人の住む天の川銀河はラニアケア超銀河団に属しているが、宇宙のインフレーションにより超銀河団間の距離は光速で離れていくため、仮に別の超銀河団内に銀河系全体を支配できる水準の文明（カルダシェフ・スケールにおけるIII型文明）が存在したとしても、超光速通信や超光速航法を確立していなければ、超空洞を越えて地球人に対するアプローチを行う事自体が出来ない。
- ド・ジッター宇宙論では、各銀河団が互いに離れていく速度はダークエネルギーの影響により光速を越える速度で指数関数的に増加しつづけるため、銀河系とアンドロメダ銀河の衝突合体（ミルコメダまたはミルクドロメダの誕生）が発生する約40億年後頃には、ラニアケア超銀河団以外の超銀河団のみならず、ラニアケア超銀河団を構成する各銀河団すらも分裂して宇宙の地平面の遥か彼方へと飛び去ってしまい、ミルコメダからは局所銀河群内の星同士以外、（宇宙背景放射を含む）如何なる星の光も観測が出来なくなる（膨張する宇宙の未来）と予想されている。このような未来の中では、現在の地球人類を含む「ミルコメダの知的生命体」は、たとえIII型文明まで発展出来たとしても、「宇宙には自分達以外の文明は存在しない」という認識を持つに至るであろう。
- 自らの星系外に進出できる技術水準を持った高度な文明であっても、星系や銀河間航行（恒星間航行）を行うためには、現在の地球上の文明では到達が難しい技術的特異点を突破する必要がある。技術的には恒星船さえ開発でき、航行に非常に長い時間を掛ける前提であれば、（事実上、出発地には二度と戻れないが）惑星を次々に渡り歩く形で生活圏の拡大は可能である。しかし、このような技術水準の宇宙文明が、現在地球上で推定されている自己複製宇宙機のような手段を用いてまで他の星系を目指すような目的は、地球上における宇宙開発から推察される動機の均一性（英語版）を考慮すると、通常は宇宙移民（或いはその過程における資源採集）以外には考えられず、他の星系で頂点捕食者としての地位を得た宇宙人が地球人と接触した場合に起きることは、宇宙人による侵略に他ならないため、「まだ地球にやってきていない」事は地球人にとってはむしろ幸運であるとも考えられる。スティーヴン・ホーキングは、このような観点から、地球人が宇宙に対して自らの存在を積極的に発信するアクティブSETIに反対していた経緯がある。

### 宇宙人は存在するが、技術的な制限により地球に接触できていない説
- 生命が発生し、知的生命として発展し、宇宙航行種族になる確率が非常に低い。地球の生命は単細胞生物同士が偶然共生したことで多細胞生物へと飛躍的に進化した歴史を持つが（ミトコンドリア#起源）、他の惑星での原始的な生命がこの最初の難関を突破できるかは未知数である。
- 前述のように、高度な技術文明があったとしても、地球人の観測圏までたどりつくのは技術的に非常に難しい。
- ほとんどの宇宙人はある程度文明が発展（カルダシェフ・スケールにおけるI型文明程度）すると、核戦争や著しい環境破壊、制御を逸脱したナノテクノロジー（グレイ・グーによるエコファジー（英語版）の発生）やバイオテクノロジー（バイオテクノロジーの危険性（英語版））、人工知能や超知能の暴走（人工知能の危険性）、或いは科学実験の失敗に起因する破局災害（加速器によるブラックホールやストレンジレットの意図しない生成等）といった事態を引き起こし、短期間に滅亡してしまうため宇宙旅行に乗り出す時間を持ち得ない。
- 環境破壊や核戦争といった人為的要因以外にも、天体衝突の発生やガンマ線バーストの到達、破局噴火や全球凍結といった惑星文明が定期的に遭遇しうる大量絶滅を引き起こす外的な世界破局の危険因子が存在しており、この遭遇周期までにグレート・フィルターを突破し、カルダシェフ・スケールにおけるII型文明以降に発展できる可能性が極めて低い。たとえII型文明に発展したとしても、自らの星系を脱して複数の星系に到達出来る水準に達しなかった場合、主系列星の終焉に直面すれば緩慢な滅亡を迎えることとなる。

### この宇宙には地球以外に生命体が存在しない説
- 地球以外に生命が発生する確率はゼロではないが、今のところ地球の生命が全宇宙で一番目に発生した生命で、二番目がまだ登場していない。或いは二番目以降が存在しても、現在の地球の文明・生命進化のレベルよりも低い水準に留まっている（レアアース仮説）。
- レアアース仮説とグレート・フィルター仮説の双方を考慮したとき、現時点での地球人の技術・進化の到達点が「グレート・フィルターの手前か、既に越えているのか」が大きな問題となる。グレート・フィルター仮説の提唱者であるロビン・ハンソン（英語版）は、生命の誕生から文明の発展、そして宇宙移民へと至る過程を9段階に区分しており、現時点での地球人の到達点は8段階目であるとしているが、仮に地球人の到達点がグレート・フィルターより前であった場合、たとえレアアース仮説が正しいとしても地球人類は非常に突破が困難な技術的障壁に宇宙の歴史上最初に直面することになり、もしもレアアース仮説が誤っており、地球人と同程度（I型）または先行した（II型）宇宙文明が過去にグレート・フィルターを突破できないまま滅亡した事態が観測された場合、地球の文明も非常に高い確率で彼らと同じように滅亡する可能性が推定できる為である。ハンソンは「如何なる形であっても、地球外生命の発見は、人類にとっては暗い未来を暗示させる悪いニュースとなるだろう」と述べている。
- 一方、SETI協会のセス・ショスタク（英語版）は、「証拠の不在は不在の証拠ではない（消極的事実の証明）」事や、仮にダイソン球とみられる天体が地球上から観測できた場合、そのような超巨大構造物を構築できるようなメガスケール工学（英語版）を確立したII型文明が既に存在している事の示唆でもあり、その宇宙文明がグレート・フィルターに直面してIII型文明に移行できないからといっても直ちに文明全体が滅亡する可能性は非常に低い（即ち、I型文明未満である現在の地球文明も、II型文明までは発展できる可能性が残されている）という反論を行っている。
- なお、II型文明であっても遭遇すれば文明全体が直ちに全滅する可能性がある事象は、真空崩壊の到達が考えられる。真空崩壊は事前観測がほぼ不可能且つ光速で到達するため、真空崩壊の発生と到達を認知した上で滅亡から逃れるためには、少なくとも複数の惑星系や星団に跨る水準のII型文明か、1つの銀河全体の事象を掌握できる水準のIII型文明といった、超光速の通信・航行手段やワープ航法を持つ宇宙文明で無ければ困難である。

このパラドックスに関連する問題は天文学、生物学、経済学、哲学など様々な分野に及び、多くの学術的な成果を生み出した。宇宙生物学という分野の出現で、フェルミのパラドックスと宇宙人の問題に対して、学際的に検討することが可能となった。